# Джони Уорън
Джон Норман Уорън (англ.: John Norman Warren) е австралийски футболист, роден в Сидни, Австралия. Член на залата на славата на Австралия през 1988 г.